# Gymnothorax favagineus
Gymnothorax favagineus Bloch & Schneider, 1801, conhecido pelo nome comum de moreia-pintada, é uma espécie de peixes da família Muraenidae (moreias) da ordem dos Anguilliformes. A espécie tem distribuição natural desde as costas do Mar Vermelho e da África Oriental até às da Papua Nova Guiné, do sul do Japão e Austrália.

## Descrição
É um peixe serpiforme cujos machos podem alcançar os 300 cm de comprimento total, pelo que é uma das duas maiores moreias do Indo-Pacífico.
Vive escondida em grutas e fendas de recifes de coral ou rocha, onde encontra o seu alimento preferido - polvos. Tal como outras moreias, ataca quando se sente ameaçada e os indivíduos maiores podem provocar ferimentos graves. Por vezes, ao acumular toxinas dos animais de que se alimenta, a sua carne pode tornar-se tóxica e provocar ciguatera.
O Oceanário de Lisboa tem uma moreia pintada no tanque central.